# Protoceratops andrewsi

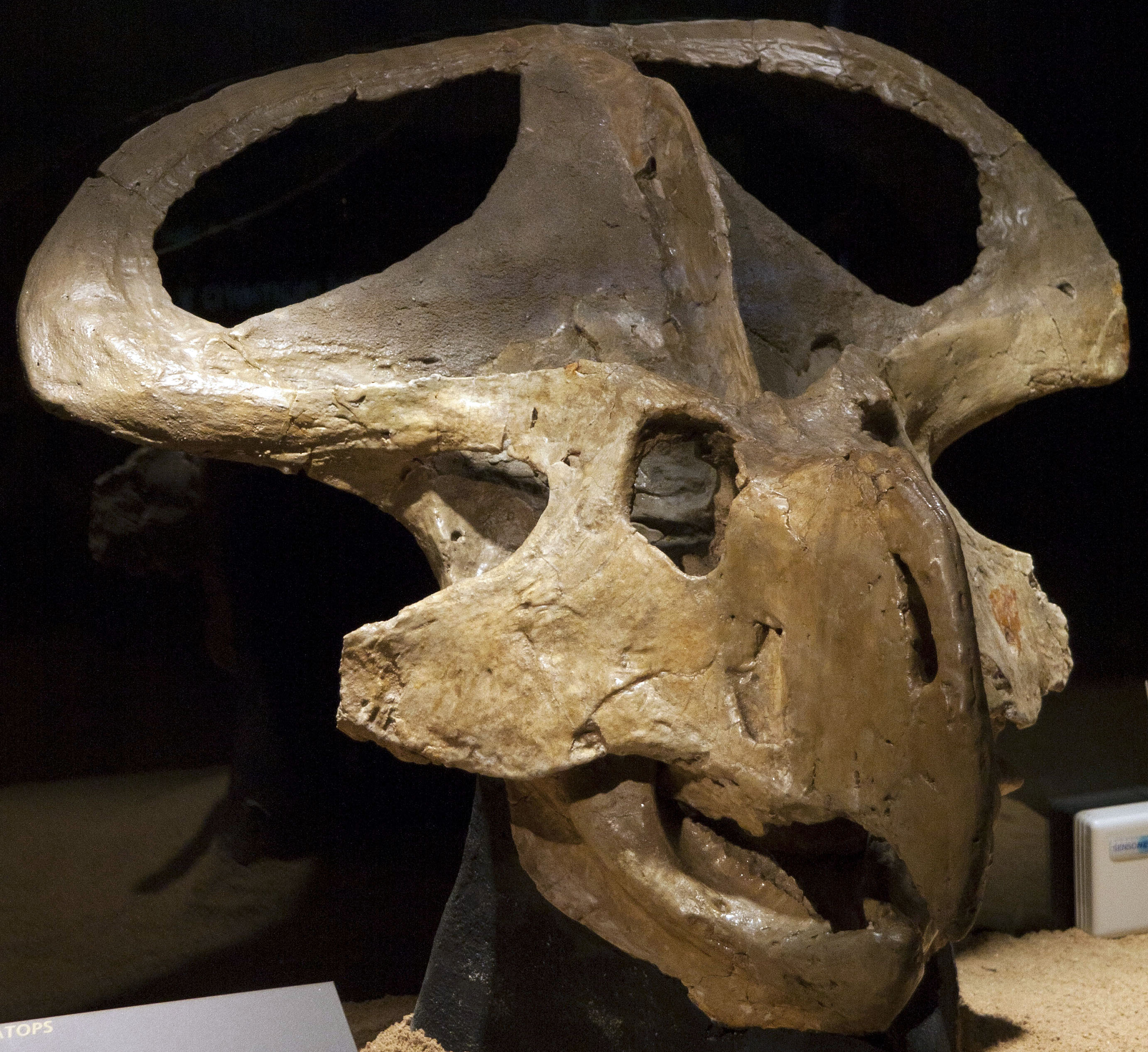
Cráneo fósil de P. andrewsi.

Protoceratops andrewsi es una especie y tipo del género extinto Protoceratops (gr. "primera cara con cuernos")  de dinosaurio ceratopsiano protoceratópsido que vivió a finales del período Cretácico, hace aproximadamente 75 y 71 millones de años, durante el Campaniense, en lo que hoy es Asia. Walter Granger y W. K. Gregory describieron formalmente la especie tipo, P. andrewsi, en 1923, cuyo nombre específico es en honor a Andrews. Los restos provenían de la Formación Minhe, provincia de Gansu, Mongolia interior, China. Los investigadores inmediatamente notaron la importancia de los descubrimientos de Protoceratops y el género fue descrito como el "tan buscado ancestro del Triceratops". En 1971 se encontró un fósil de este dinosaurio entrelazado en combate con un Velociraptor en la Formación Djadochta en Omnogov, Mongolia. Se cree que los dos murieron simultáneamente mientras peleaban, cuando fueron sorprendidos por una tormenta de arena o enterrados cuando una duna se derrumbó encima de ellos.
En 1975 las paleontólogas polacas Teresa Maryanska y Halszka Osmólska describieron una segunda especie de Protoceratops, del Campaniano de Mongolia, a la que llamaron P. kozlowskii. Sin embargo, consistían en restos incompletos de un ejemplar juvenil, y hoy es considerada sinónimo más moderno de Bagaceratops rozhdestvenskyi.